# بخش سورگوجا
بخش سورگوجا (به انگلیسی: Surguja district) یک منطقهٔ مسکونی در هند است که در Surguja Division واقع شده‌است. بخش سورگوجا ۵٬۷۳۲ کیلومتر مربع مساحت و ۸۳۹٬۶۶۱ نفر جمعیت دارد.